# Siamraptor
Siamraptor – rodzaj wymarłego dinozaura, teropoda z nadrodziny allozauroidów.

## Budowa
Siamraptor prezentował cechy budowy typowe dla innych Allosauroidea. Natomiast wśród cech wyróżniających go spośród krewnych autorzy rodzaju podają:
- kość jarzmową o prostym brzegu brzusznym i długim, głębokim w kierunku grzbietowo-brzusznym wyrostku przednim przez oczodołem
- kość nadkątową o głębokim zagłębieniu owalnego kształtu u tylnego końca półki brzusznej; w tylnej części rzeczonej kości cztery otwory
- pomiędzy kośćmi nadkątową i przedstawową szew, wzdłuż którego biegnie długi a wąski rów
- w kości stawowej otwór przy wcięciu dla połączenia z kością przedstawową
- dodatkowe otwory na proksymalnych kręgach szyjnych
- parzyste niewielkie otwory u podstawy wyrostków kolczystych kręgów szyjnych i tylnych grzbietowych

Ponadto autorzy zwracają uwagę na znaczną pneumatyzację szkieletu zwierzęcia.

## Systematyka
Siamraptor zalicza się do teropodów z grupy tetanurów, w obrębie których umieszcza się go w nadrodzinie allozauroidów. W skład Allosauroidea wchodzi następnie klad Carcharodontosauria, wyróżniany piórem Bensona, Carrano i Brusatte w 2010. Siamraptor wydaje się zaliczać do bazalnych przedstawicieli tego kladu.
Autorzy opisu Siamraptor, Duangsuda Chokchaloemwong, Soki Hattori, Elena Cuesta, Pratueng Jintasakul, Masateru Shibata, Yoichi Azuma, utworzyli dla niego nową nazwę rodzajową składającą się z dwóch członów. Oba z nich biorą źródłosłów z łaciny. Siam oznacza w tym języku Tajlandię (Syjam), raptor natomiast rabusia, złodzieja.

## Rozmieszczenie geograficzne i paleoekologia
Skamieniałości Siamraptor znalezione zostały w Tajlandii, w Khorat, pośród skał tworzących formację Khok Kruat. Czas powstania tej formacji geologicznej umiejscawia się w kredzie wczesnej.